# Metralladora pesant
La metralladora pesant és una classe de metralladora de major grandària, que generalment fa referència a dues etapes separades del desenvolupament de la metralladora.
En general hi ha dues classes d'armes catalogades com a metralladores pesades. La primera comprèn a les metralladores de la Primera Guerra Mundial, anomenades "pesades" pel seu pes i volum. La segona comprèn a les metralladores de gran calibre (en general de 12,7 mm), ideades per Vasily Degtyaryov i John Moses Browning per oferir un abast més llarg, penetració i capacitat destructiva contra vehicles, edificacions, avions i fortificacions lleugeres respecte als cartutxos de fusell estàndard empleats per les metralladores mitjanes o de propòsit general, o els cartutxos intermedis empleats per les metralladores lleugeres.

## Classificació
El terme era originalment emprat per referir-se a la generació de metralladores que van anar àmpliament utilitzades en la Primera Guerra Mundial. Aquestes disparaven els cartutxos de fusell estàndard, tals com el 7,92 x 57 Mauser, .303 British o 7,62 x 54 R, però tenien un gran pes, complexos afustos i mecanismes de refredament per aigua que els permetien disparar ràfegues contínues a llarga distància amb gran precisió. No obstant això, aquests avantatges les feien massa voluminoses per moure's ràpidament, així com necessitar un equip de diversos soldats per accionar-les. Per tant, en aquest sentit l'aspecte "pesat" de l'arma es referia al volum de l'arma i la seva capacitat de foc sostingut, no al calibre del cartutx. El millor exemple d'aquesta classe d'armes és la metralladora Maxim, inventada pel britànic Hiram Stevens Maxim. La Maxim va ser la metralladora més usual de la Primera Guerra Mundial, les variants de la qual van ser desplegades simultàniament per tres potències en conflicte: Alemanya amb la MG 08, Regne Unit amb la Vickers i Rússia amb la Maxim M1910.
La definició moderna es refereix a una classe de metralladores de gran calibre (generalment de 12,7 mm), els primers models van ser dissenyats per Vasily Degtyaryov i John Moses Browning amb la DShK i la Browning M2 respectivament. Aquestes armes són dissenyades per proveir un abast més llarg, penetració i poder destructiu contra vehicles, edificis, avions i fortificacions lleugeres respecte als cartutxos de fusell estàndard empleats en les metralladores mitjanes o metralladores de propòsit general, o als cartutxos intermedis empleats en les metralladores lleugeres. En aquest sentit, l'aspecte "pesat" de l'arma es refereix a la seva potència i abast superiors sobre armes de calibres lleugers i mitjans, a més del seu pes. Aquesta classe de metralladores va tenir una àmplia ocupació durant la Segona Guerra Mundial, quan la M2 va ser emprada en fortificacions, vehicles i a bord d'avions per les forces nord-americanes. Una metralladora pesada de similars capacitats va ser desplegada pels soviètics: la DShK, que emprava el cartutx 12,7 x 108. La usual metralladora de propòsit general alemanya MG42, malgrat ser efectiva contra infanteria, li mancava la capacitat antivehicle i antifortificació de la M2, un fet que va ser observat i criticat pels alemanys. La contínua necessitat d'una metralladora de llarg abast amb capacitat antimaterial per tancar la bretxa entre les armes antipersona i les armes antimaterial, va conduir a l'àmplia adopció i modernització d'aquesta classe de metralladores, i actualment la majoria de Forces armades de diversos països estan equipades amb algun tipus de metralladora pesant.
Avui dia, les metralladores amb calibres inferiors a 12,7 mm generalment són considerades com a metralladores mitjanes o lleugeres, mentre que aquelles amb calibres superiors a 15 mm són generalment classificades com a canons automàtics en lloc de metralladores pesants.

## Història
A finals del segle xix, la metralladora Gatling i altres tipus d'armes accionades mitjançant energia externa tals com la Nordenfelt eren freqüentment fabricades en una varietat de calibres, com 12,7 mm i 25,4 mm. Com tenien múltiples canons, el sobreescalfament no era un problema, però a més eren armes bastant pesants.
Quan Maxim va desenvolupar la seva metralladora accionada per retrocés amb un sol canó, el seu primer disseny amb prou feines pesava 11,8 kg i disparava un cartutx de fusell d'11,43 mm des d'un canó amb una longitud de 609,6 mm. Una famosa fotografia mostra a Maxim aixecant la seva metralladora, agafant-la pel seu trípode de 6,8 kg, amb un sol braç. Era similar a les metralladores mitjanes actuals, però no podia disparar per llargs períodes a causa del sobreescalfament. Per tant, Maxim va crear un sistema de refredament per aigua per permetre-li disparar per llargs períodes. Tanmateix, això va agregar més pes, així com el canvi a cartutxos de fusell més poderosos.
Per tant, va haver-hi dos tipus d'armes pesants amb la capacitat de disparar ràpidament: les metralladores multicanó accionades manualment i les metralladores Maxim d'un sol canó. Cap a finals del segle xix es van desenvolupar diversos dissenys nous, tals com la Colt-Browning M1895 i la Hotchkiss, accionades pels gasos posteriors al tret o pel retrocés de l'arma. A més de la pesada camisa de refredament per aigua, es van introduir altres tipus de sistemes de refredament del canó, com els canons de recanvi, les aletes metàl·liques, els radiadors o una combinació d'aquests.

## Diversos dissenys

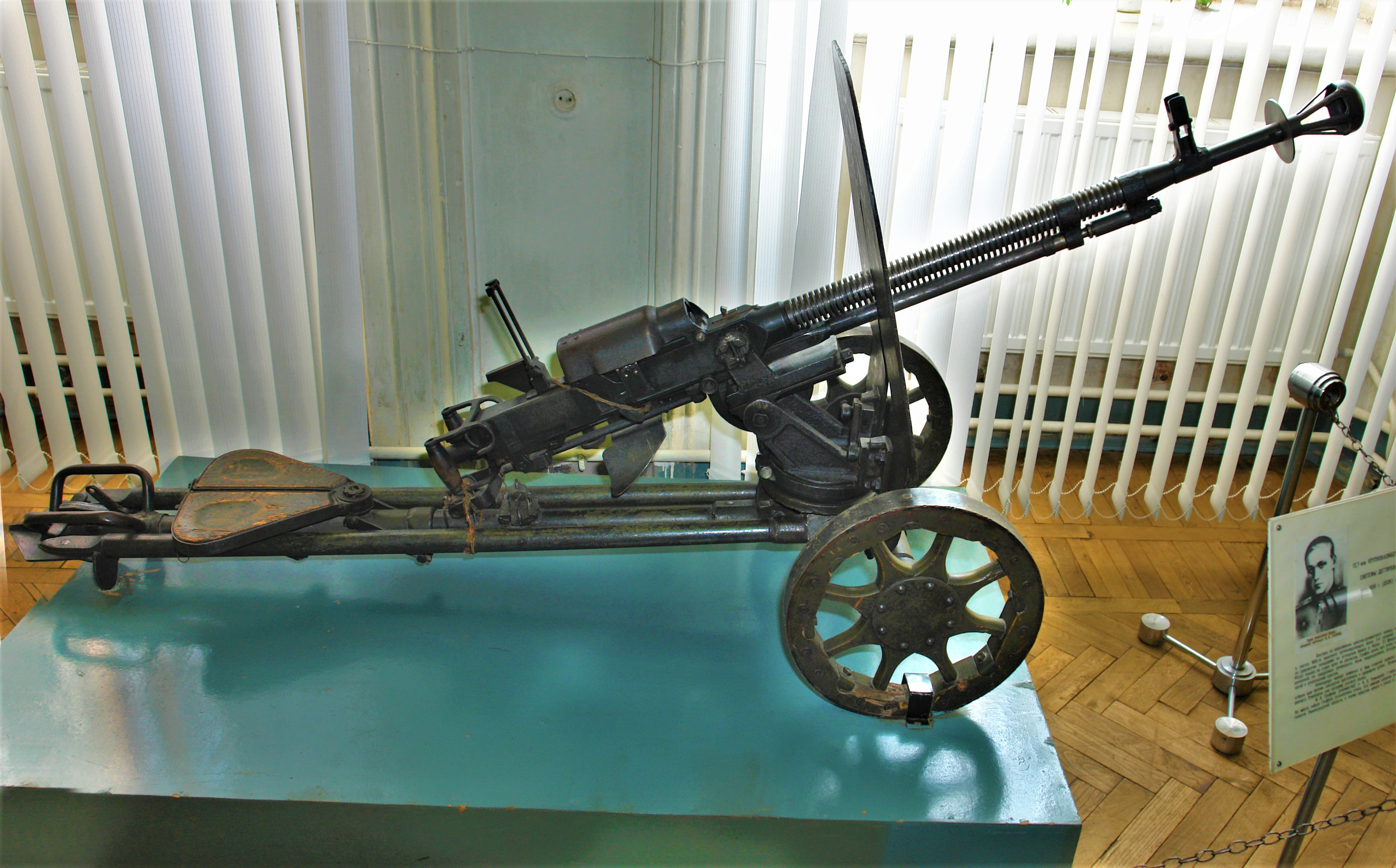
Una DShK sobre afust amb rodes.

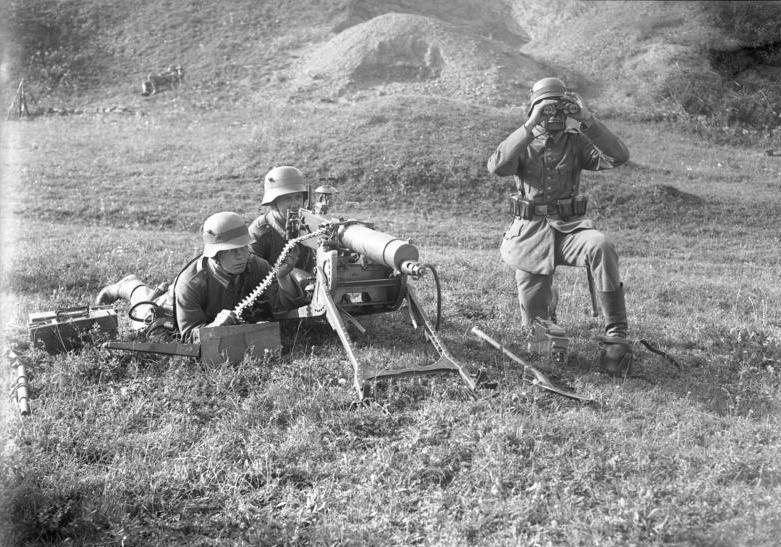
Soldats amb una MG 08 de 7,92 mm, cap a 1931.

Les metralladores van divergir en models pesats i lleugers. Els últims models refredats per aigua de la Maxim i els seus derivats la MG 08 i la Vickers, així com la Browning M1917 nord-americana, eren metralladores pesades. La Vickers de 7,70 mm, per exemple, pesava 15 kg i en ser muntada sobre un trípode, el seu pes total era de 23 kg. Els models pesats podien, en alguns casos aconseguint-ho, disparar per diversos dies, principalment des de posicions defensives fixes per repel·lir atacs d'infanteria. Aquestes metralladores eren habitualment muntades sobre trípodes i refredades per aigua, i soldats ben entrenats podien disparar sense detenir-se per diverses hores, tenint suficients municions, canons de recanvi i aigua per a refredament. Acuradament posicionades, les metralladores pesades podien detenir una força atacant abans d'aconseguir els seus objectius.

### Metralladores lleugeres
No obstant això, durant el mateix període es van desenvolupar un nombre de models més lleugers i portàtils refredats per aire que pesaven menys de 15 kg. En la Primera Guerra Mundial van ser tan importants com els models pesats, sent emprats per donar suport als atacs d'infanteria, a bord d'avions i diversos tipus de vehicles.
Els nous models més lleugers no eren capaços de disparar contínuament en manera automàtica, ja que no tenien camises de refredament per aigua i eren alimentades mitjançant carregadors de menor capacitat. Eren essencialment fusells automàtics amb bípode. Armes com la metralladora Lewis, Chauchat i la Madsen podien ser transportades per un soldat, però disparaven en manera semiautomàtica i automàtica.

### Models mitjans
Els models mitjans oferien una gran flexibilitat, tan equipats amb un bípode com a metralladora lleugera, com sobre un trípode o un altre afust com a metralladora mitjana. Un exemple va ser la Hotchkiss M1909 Benet-Mercie que pesava 12,2 kg en ser muntada sobre un trípode miniatura i era alimentada mitjançant pintes de 30 bales, però també va haver-hi una versió alimentada mitjançant cinta.
Aquest tipus de metralladora multipropòsit seria contínuament desenvolupat (més tard amb el nom de "metralladora universal" i encara després "metralladora de propòsit general", i eventualment reemplaçaria als models refredats per aigua. Aquests models empraven canons de canvi ràpid per reduir el sobreescalfament, reduint el pes de l'arma, però augmentant la càrrega del soldat a causa dels canons addicionals. Alguns models inicials tenien aquesta característica, com la Vickers, però era principalment pel desgast del canó, ja que normalment era refredada per aigua. Va ser en les dècades de 1920 i 1930 que el canó de canvi ràpid es va tornar més popular per a refredament en armes tals com la ZB vz. 30, la Bren, la MG 34 i la MG 42.

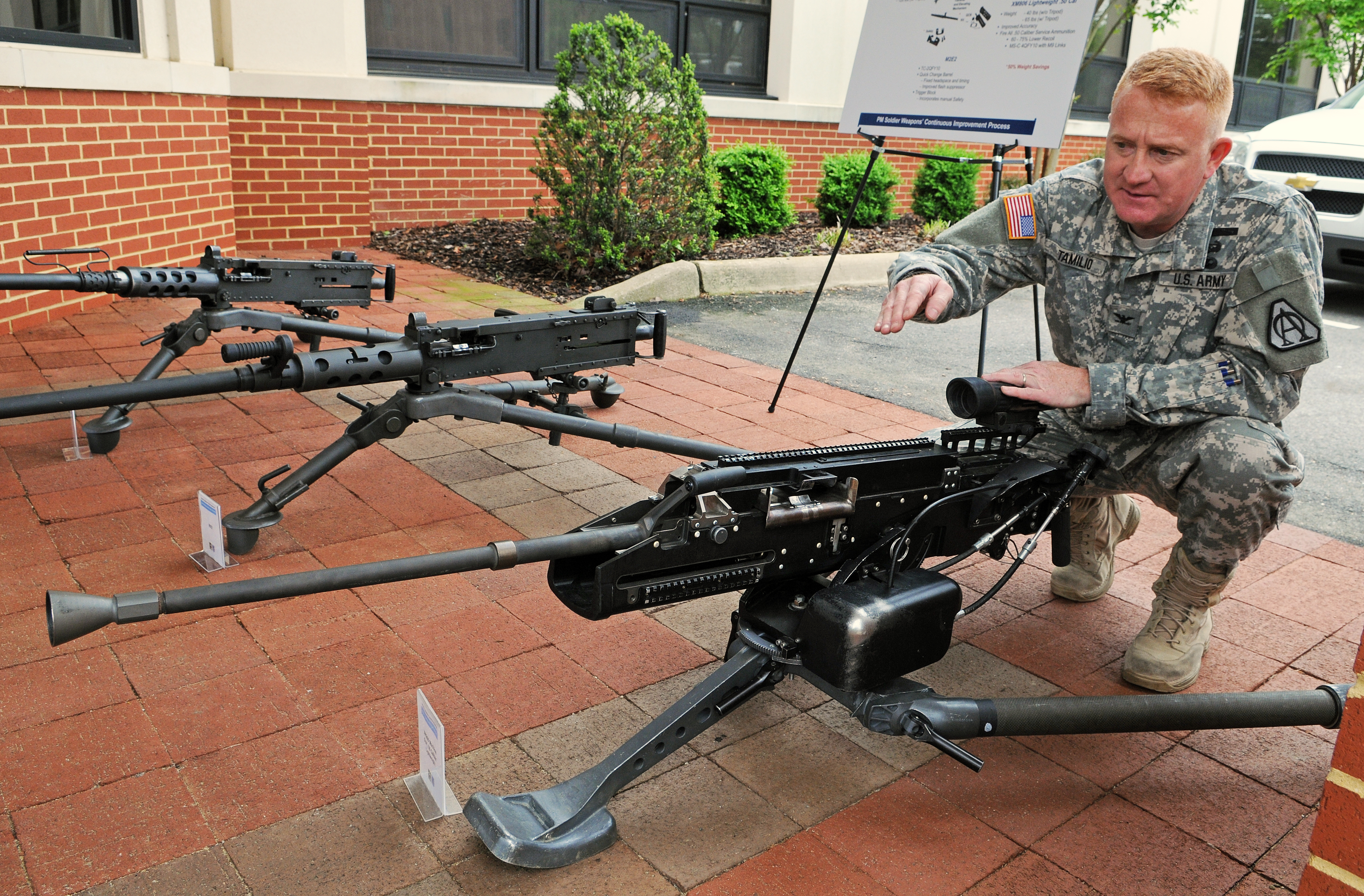
Desenvolupament de la metralladora pesada nord-americana de 12,7 mm - Browning M2, Browning M2I2 Quick Change Barrel i XM806 Lightweight .50 Caliber Machine Gun (LW50).

## Segona Guerra Mundial i després
Els models pesats refredats per aigua van continuar sent emprats durant la Segona Guerra Mundial i fins a la dècada de 1960, però van anar gradualment reemplaçats per models refredats per aire. Els models mitjans ara són emprats tant com a metralladores mitjanes en ser muntades sobre trípodes i com metralladores lleugeres amb un bípode. Això és possible en part perquè una metralladora en posició estàtica no és una tàctica efectiva en guerres on s'empren vehicles, a més que els models refredats per aire tenen gairebé les mateixes capacitats de les versions refredades per aigua.
Les metralladores rotatives, tals com la Minigun i la GShG-7,62, van reaparèixer després de la Segona Guerra Mundial. Aquestes són usualment muntades en bucs i helicòpters a causa del seu pes i la gran quantitat de municions que necessiten (a causa de la seva molt alta cadència de tret). No obstant això, la necessitat de foc automàtic en terra és ara coberta per metralladores mitjanes refredades per aire.